# 愛知県内市町村指定文化財一覧
愛知県内市町村指定文化財一覧（あいちけんないしちょうそんしていぶんかざいいちらん）は、愛知県内の市町村指定文化財の一覧である。

## 市部
- 名古屋市指定文化財一覧
- 豊橋市指定文化財一覧
- 岡崎市指定文化財一覧
- 一宮市指定文化財一覧
- 瀬戸市指定文化財一覧
- 半田市指定文化財一覧
- 春日井市指定文化財一覧
- 豊川市指定文化財一覧
- 津島市指定文化財一覧
- 碧南市指定文化財一覧
- 刈谷市指定文化財一覧
- 豊田市指定文化財一覧
- 安城市指定文化財一覧
- 西尾市指定文化財一覧
- 蒲郡市指定文化財一覧
- 犬山市指定文化財一覧
- 常滑市指定文化財一覧
- 江南市指定文化財一覧
- 小牧市指定文化財一覧
- 稲沢市指定文化財一覧
- 新城市指定文化財一覧
- 東海市指定文化財一覧
- 大府市指定文化財一覧
- 知多市指定文化財一覧
- 知立市指定文化財一覧
- 尾張旭市指定文化財一覧
- 高浜市指定文化財一覧
- 岩倉市指定文化財一覧
- 豊明市指定文化財一覧
- 日進市指定文化財一覧
- 田原市指定文化財一覧
- 愛西市指定文化財一覧
- 清須市指定文化財一覧
- 北名古屋市指定文化財一覧
- 弥富市指定文化財一覧
- みよし市指定文化財一覧
- あま市指定文化財一覧
- 長久手市指定文化財一覧

## 愛知郡
- 東郷町指定文化財一覧

## 西春日井郡
- 豊山町指定文化財一覧

## 丹羽郡
- 大口町指定文化財一覧
- 扶桑町指定文化財一覧

## 海部郡
- 大治町指定文化財一覧
- 蟹江町指定文化財一覧
- 飛島村指定文化財一覧

## 知多郡
- 阿久比町指定文化財一覧
- 東浦町指定文化財一覧
- 南知多町指定文化財一覧
- 美浜町指定文化財一覧
- 武豊町指定文化財一覧

## 額田郡
- 幸田町指定文化財一覧

## 北設楽郡
- 設楽町指定文化財一覧
- 東栄町指定文化財一覧
- 豊根村指定文化財一覧